# Berżany
Berżany (lit. Berżenai) – wieś na Litwie, w okręgu szawelskim, w rejonie kielmskim. Niegdyś były stolicą jednego z traktów Księstwa Żmudzkiego.
Stanowiły ośrodek rozległych dóbr we władaniu Szemiothów, w 1636 kupili je Korffowie, w II poł. XVIII w. w rękach Górskich, jako wiano stały się własnością hrabiego Adolfa Czapskiego i w rękach tej rodziny były do I wojny światowej. Ostatni właściciel hrabia Stanisław Czapski. Po II wojnie światowej w majątku urządzono kołchoz.

## Zabytki
- Pałac neogotycki z 1840 roku, otoczony resztkami parku ze stawem.